# 카세켐위
카세켐위(Khasekhemwy, ? ~ 기원전 2686년)는 이집트 제2왕조의 마지막 파라오이다. 호루스 이름은 '카세켐위'로, "두 강력한 자가 나타나다"라는 뜻이다.
마네토에 따르면 세트-페리브센과 카세켐위 사이에 세테네스, 카이레스, 네페르케레스라는 파라오가 있었지만 고고학적 증거가 전혀 없다. 또한, 카세켐위 전에 카세켐이라는 비슷한 이름의 파라오가 있었다는 주장도 있으나, 일반적으로는 동일인물로 여겨지고 있다.
카세켐위는 17년 정도를 다스렸다는 설이 있으나, 왕위 갱신제를 치른 흔적이 있는 것으로 보아 30년 이상을 통치했을 수도 있다.

## 생애
카세켐위의 호루스 이름에서 볼 수 있듯, 카세켐위는 선왕의 종교적 개종으로 인한 분열을 막고, 이름에서도 두 신을 모두 포괄하는 이름을 사용하였다. 또한, 세레크에서도 호루스와 세트의 상징동물이 함께 등장한다.
또한 카세켐위는 통일 이후 내내 비주류였던 하이집트 지역의 반란을 진압하여 선왕 시대의 혼란을 마무리지었다. 북부인들은 네케브(현재의 알-카브)까지 쳐들어왔으며, 카세켐위는 이를 맞아 싸웠다. 카세켐위의 석회암 좌상에 따르면, 이때 카세켐위는 47,209명의 북부 반란자들을 죽였다.
카세켐위에게는 네마타프(Nimaathap)라는 왕비가 있었다.
이집트 제3왕조의 첫 파라오인 사나크테는 카세켐위의 사위이다.

## 무덤
카세켐위는 기원전 2686년에 사망했다. 무덤은 아비도스에 있는데, 당시로서는 독특하게 길쭉한 사다리꼴 모양을 하고 있다. 중심에 있는 파라오의 현실에는 보물로 만들어진 왕의 홀과 황금잎 뚜껑이 덮인 돌 단지가 있는데, 4500년이 넘은 뒤에 발견되었음에도 불구하고 도굴당하지 않았다.
카세켐위의 무덤은 지금까지 발견된 석조 구조물 중 가장 오래된 것들 중 하나이다.

## 참고 문헌
- 피터 클레이턴(Peter Clayton) 저, 정영목 역, 《파라오의 역사》, 까치, 2004

| 전임 세케리브-페렌마하트 | 제9대 이집트 제2왕조의 파라오 ? ~ 기원전 2686년 | 후임 사나크테 |